# Сатториён, Матлубахон Амонзода
 Матлюба (Матлубахон) Амонджановна Сатторова (Матлубахон Амонзода Сатториён, род. 19 сентября 1972, Ходжентский район, Таджикская ССР) — таджикский государственный и политический деятель. Заместитель Премьер-министра Республики Таджикистан (2020—2024).  Действующий Министр культуры Республики Таджикистан (с 29 января 2024).  Кандидат филологических наук, доцент.

## Биография
Родилась 19 сентября 1972 года в Ходжентском районе.
Окончила Худжандский государственный педагогический университет имени С. М. Кирова по специальности «таджикский язык и литература». В 2004 году защитила кандидатскую диссертацию по теме «Особенности персидско-таджикской лексикографии второй половины XIX и начала XX веков: (На материале „Фарханги Низом“)».
В 2008—2011 гг. была председателем Комитета по делам женщин и семьи Согдийской области, в 2011—2014 гг. — председателем города Истиклол (до 2012 года — Табошар). 2 декабря 2014 года назначена председателем города Гулистон (до 2015 года — Кайраккум).
15 декабря 2018 года избрана председателем исполнительного областного комитета Народно-демократической партии Согдийской области, сменила Сарфароз Фаттохзода.
3 ноября 2020 года назначена заместителем премьер-министра.
С 29 января 2024 назначена Министром культуры Республики Таджикистан.
Замужем, имеет двоих детей.

## Награды
- Серебряная медаль «МПА СНГ. 20 лет» (11 апреля 2013 года, Межпарламентская ассамблея СНГ) — за вклад в развитие и совершенствование правовых основ функционирования Содружества Независимых Государств, модельного и национального законодательства государств — участников МПА СНГ, а также в укрепление международных связей и межпарламентского сотрудничества[6].
- Почётная грамота Совета МПА СНГ (28 ноября 2013 года, Межпарламентская ассамблея СНГ) — за активное участие в деятельности Межпарламентской Ассамблеи и её органов, вклад в укрепление дружбы между народами государств — участников Содружества Независимых Государств[7].